# Saint-Louis (Guadeloupe)
Saint-Louis is een gemeente op het eiland Marie-Galante van het Franse overzeese departement Guadeloupe en telt 2.451 inwoners in 2019. De oppervlakte bedraagt 56,28 km².

## Geschiedenis
Op 8 november 1648 arriveerden de eerste Franse kolonisten onder leiding van Charles Houël op Marie-Galante, en stichtten Vieux-Fort in het noorden van de huidige gemeente Saint-Louis. Rond 1650 werd een parochie opgericht in Vieux-Fort. In 1653 werden de kolonisten door de Cariben vermoord als wraak voor een verkrachting door soldaten.
In 1760 werd Saint-Louis voor het eerst op een kaart gemeld. Na de orkaan van 1843 werd de plaats aangewezen als administratief centrum, en in 1865 werd de gemeente opgericht met Saint-Louis als hoofdplaats. Hetzelfde jaar werd Vieux-Fort verwoest door een orkaan. Saint-Louis ontwikkelde zich als visserdorp. De haven wordt tegenwoordig ook gebruikt als jachthaven.

## Folle Anse
Folle Anse is een strand ten zuiden van Saint-Louis. Het strand is een rustig strand zonder voorzieningen, met water dat geschikt is voor kinderen. Het strand wordt gebruikt van juni tot september gebruikt door schildpadden om hun eieren te leggen.
Folle Anse is gelegen bij het grootste drasland van het eiland met moerassen en mangrovebossen. Sinds 1998 is het strand en het drasland een beschermd natuurgebied.

## Guelle Grand Gouffre
Guelle Grand Gouffre bevindt zich ongeveer 5 km ten noorden van Saint-Louis. Het is een 50 meter diepe kuil in het landschap. De Atlantische Oceean heeft een natuurlijke brug geslagen met een diameter van 30 meter waardoor het water de kuil binnendringt. De kuil is ontstaan door erosie van de kalksteen vanwege de hoge golven en sterke stroming van de oceaan.

## Galerij

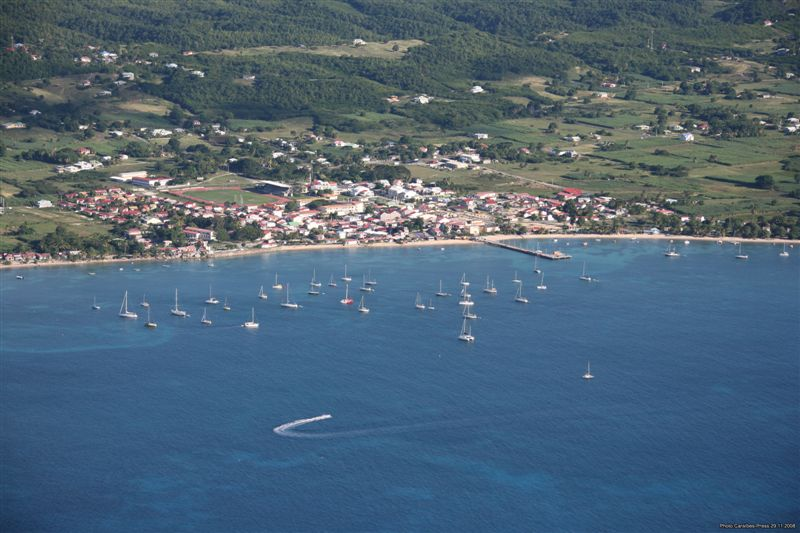
Saint Louis
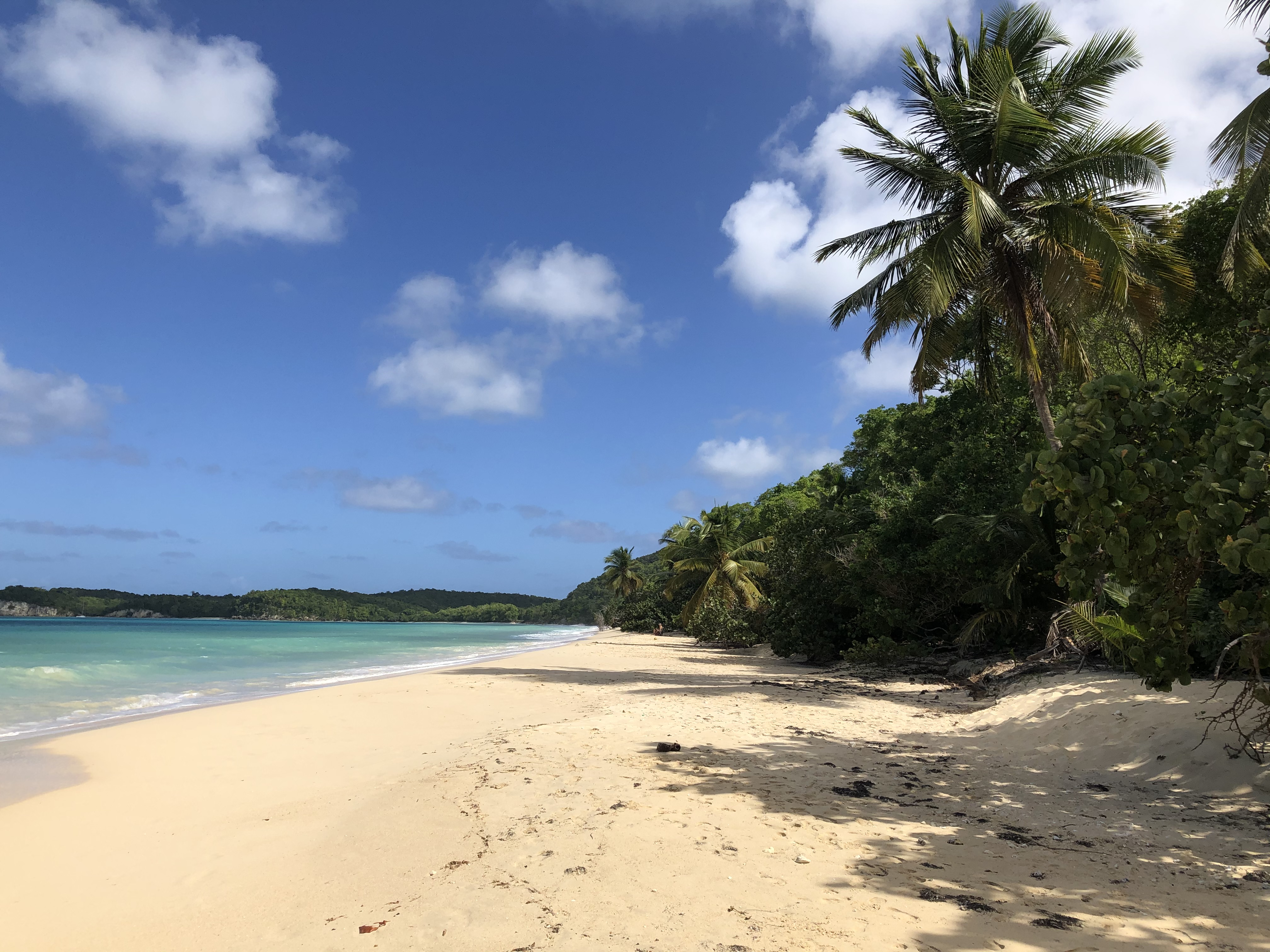
Strand van Folle Anse
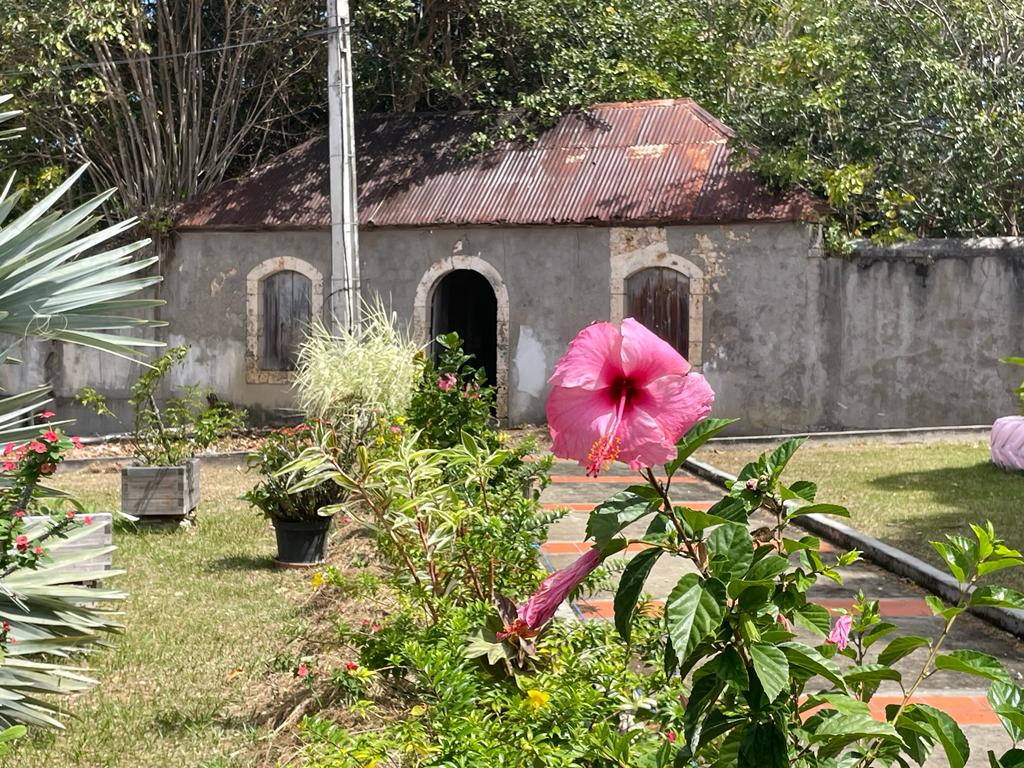
Voormalige gevangenis
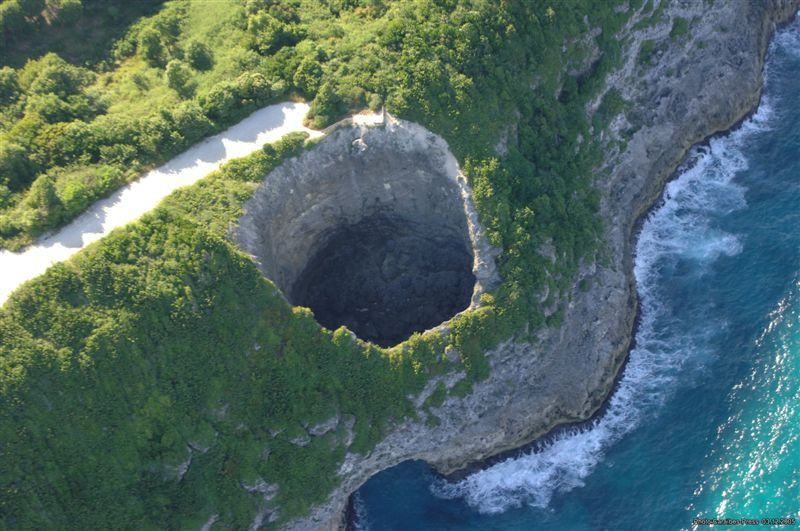
Guelle Grand Gouffre

Les Abymes · Anse-Bertrand · Baie-Mahault · Baillif · Basse-Terre · Bouillante · Capesterre-Belle-Eau · Capesterre-de-Marie-Galante · Deshaies · La Désirade · Le Gosier · Gourbeyre · Goyave · Grand-Bourg · Lamentin · Morne-à-l'Eau · Le Moule · Petit-Bourg · Petit-Canal · Pointe-à-Pitre · Pointe-Noire · Port-Louis · Saint-Claude · Sainte-Anne · Sainte-Rose · Saint-François · Saint-Louis · Terre-de-Bas · Terre-de-Haut · Trois-Rivières · Vieux-Fort · Vieux-Habitants